# البرز مرکزی
البرز مرکزی بخشی از رشته‌کوه به هم پیوستهٔ البرز است؛ که بیشترین تحدب و ضخامت عرضی و ارتفاع را دارد و از دره کرج تا گسل سمنان امتداد می‌یابد. رشته‌کوه‌های البرز مرکزی به دو دامنه شمالی و جنوبی تقسیم می‌شود و دارای ۳ دیواره است.
دیواره شمالی: ارتفاعات محدودی از این دیواره در استان تهران و سمنان و بقیه آن در استان مازندران قرار دارد.
دیواره میانی: حد واسط استان مازندران و استان تهران بوده و مرتفع‌ترین قسمت رشته کوه‌های البرز مرکزی است. کوه دماوند و قله آن به ارتفاع ۵۶۷۱ متر واقع در استان مازندران در این قسمت قرار دارد. قلّه دماوند یکصد و پنجاهمین قله مرتفع دنیا و بلندترین قله آتشفشانی آسیا به‌شمار می‌رود. این دیواره عظیم کوهستانی به صورت کوه‌های «کندوان» و پس از آن کوه‌های «طالقان» در شمال غربی، تا محل اتصال رود «الموت» به «طالقان‌رود»، ادامه می‌یابد.
در شمال شرقی نیز این دیواره با نام رشته ارتفاعات فیروزکوه و سوادکوه تا دره رود فیروزکوه (شعبه اصلی حبله‌رود) که از جنوب دامنه‌های شرقی آن می‌گذرد، و ارتفاعات «شهمیرزاد» و شهر سمنان امتداد می‌یابد.
دیواره جنوبی: سومین بخش از ارتفاعات مرکزی است که رودخانه‌های مانند جاجرود و کرج، حبله رود، گل رودبار آن را بریده و درهایی به صورت امتداد شمالی و جنوبی ایجاد می‌نماید.

## ژئومورفولوژی (زمین‌ریخت‌شناسی)
| 1 | علم‌کوه    |
| 2 | آزادکوه   |
| 3 | دماوند    |
| 4 | دوبرار    |
| 5 | دوخواهران |
| 6 | قلعه‌گردن  |
| 7 | گرگ       |
| 8 | خلنو      |
| 9 | مهرچال    |

| 10 | میشینه‌مرگ       |
| 11 | ناز             |
| 12 | شاه البرز       |
| 13 | سیالان          |
| 14 | توچال           |
| 15 | وروشت           |
| 16 | پهنه‌حصار        |
|    | D پیست دیزین    |
|    | E امامزاده هاشم |

|  | K تونل کندوان |
|  | * سد لتیان    |
|  | ** سد لار     |
|  | ‎-۲۵–۵۰۰ متر   |
|  | ‎۵۰۰–۱۵۰۰ متر  |
|  | ‎۱۵۰۰–۲۵۰۰ متر |
|  | ‎۲۵۰۰–۳۵۰۰ متر |
|  | ‎۳۵۰۰–۴۵۰۰ متر |
|  | ‎۴۵۰۰–۵۶۱۰ متر |

| 1 | علم‌کوه    |
| 2 | آزادکوه   |
| 3 | دماوند    |
| 4 | دوبرار    |
| 5 | دوخواهران |
| 6 | قلعه‌گردن  |
| 7 | گرگ       |
| 8 | خلنو      |
| 9 | مهرچال    |

| 10 | میشینه‌مرگ       |
| 11 | ناز             |
| 12 | شاه البرز       |
| 13 | سیالان          |
| 14 | توچال           |
| 15 | وروشت           |
| 16 | پهنه‌حصار        |
|    | D پیست دیزین    |
|    | E امامزاده هاشم |

|  | K تونل کندوان |
|  | * سد لتیان    |
|  | ** سد لار     |
|  | ‎-۲۵–۵۰۰ متر   |
|  | ‎۵۰۰–۱۵۰۰ متر  |
|  | ‎۱۵۰۰–۲۵۰۰ متر |
|  | ‎۲۵۰۰–۳۵۰۰ متر |
|  | ‎۳۵۰۰–۴۵۰۰ متر |
|  | ‎۴۵۰۰–۵۶۱۰ متر |

| 1 | الموت  |
| 2 | چالوس  |
| 3 | دوهزار |
| 4 | هراز   |

| 5 | جاجرود |
| 6 | کرج    |
| 7 | کجور   |
| 8 | لار    |

| 9  | نور    |
| 10 | سرداب  |
| 11 | سه‌هزار |
| 12 | شاه‌رود |

| 1 | الموت  |
| 2 | چالوس  |
| 3 | دوهزار |
| 4 | هراز   |

| 5 | جاجرود |
| 6 | کرج    |
| 7 | کجور   |
| 8 | لار    |

| 9  | نور    |
| 10 | سرداب  |
| 11 | سه‌هزار |
| 12 | شاه‌رود |

| 1 | آمل |

| 2 | چالوس |

| 3 | کرج |

| 1 | آمل |

| 2 | چالوس |

| 3 | کرج |

در فاصلهٔ حوالی تهران و دریای مازندران می‌توان ۵ واحد ساختمانی متمایز تشخیص داد:
۱) در جنوب تهران پیشکوهی که آ. ریوریر (A. Riviere) آن را به نام آنتی‌البرز نامیده از زمین‌های دوران دوم و سوم تشکیل یافته است که چین خورده و به جانب شمال خمیدگی یافته است و رودخانه جاجرود پیش از رسیدن به کویر به‌شکل کلوز آن را قطع می‌نماید.
۲) کوه‌های واقع بین جاجرود و حوضهٔ علیای لار و همچنین ارتفاعاتی که مشرف بر شهر تهران هستند، نظیر توچال که ارتفاع آن نزدیک به ۴۰۰۰ متر است، به‌خصوص در سنگهای سبز ائوسن چین‌خوردگیهای طاقدیسی تشکیل می‌دهند که این بار به طرف جنوب خمیدگی یافته و در زیر چین‌های دیگری که در آنها می‌توان زمینهای ژوراسیک، تحتانی، پرمو-کاربونیفر، و حتی ماسه‌های سرخ قدیمی را تشخیص داد قرار گرفته‌اند.
در جنوب رینه در طبقات ضخیم ژوراسیک به کوه‌هایی با ارتفاع ۴۲۰۰ متر برمی‌خوریم که چین خورده‌اند و در آنها گسل‌هایی نیز اتفاق افتاده است. تمایل عمومی چین، که بر فراز یک شکاف طولی در سنگهای سبز ائوسن قرار گرفته است، کماکان به طرف جنوب می‌باشد.
۳) در شمال این ناحیه به یک منطقهٔ محوری برمی‌خوریم، در این منطقه از مغرب به مشرق عناصر مختلفهٔ زیر در ارتباط با هم قرار دارند: (الف) در مغرب این منطقه یک سلسله فرورفتگی مشاهده می‌شود که از رسوبات میوسن انباشته شده و به‌وسیله جریان رودخانه شاهرود جابجا می‌شوند. ب) بین گردنه کندوان (که تونل جاده کرج به چالوس از زیر آن عبور می‌کند)، در مغرب، و تنگه هراز از در مشرق به «مجموعهٔ ناودیسی» چین‌خورده و وسیعی برخورد می‌کنیم که از «طبقات سبز» انباشته شده است. در مرکز طاقدیسها، به‌خصوص بین لار و نور بالا طبقات ژوراسیک ظاهر می‌شوند. به‌نظر می‌رسد که در سمت مغرب این مجموعه سخت‌تر تحت فشار قرار گرفته باشد زیرا که پهنای این مجموعه در محل نصف‌النهار گردنه کندوان به ۸ تا ۹ کیلومتر کاهش می‌یابد. در حالیکه این پهنا در محل نصف‌النهار پلور از شمال به جنوب در حدود ۲۰ کیلومتر است که در آن بالا آمدن محور طاقدیس به‌ویژه سبب ظهور اُشکوب‌های مختلفی از سری ژوراسیک می‌گردد که چین‌خورده هستند. در چنین منطقه‌ای بوده است که برآمدگی دماوند سربرافراشته است. (ج) باز هم به جانب مشرق، بین دره هراز پایین و دره تالار، چین‌ها به‌تدریج با جهتی شرقی-شمال‌شرقی بیش از پپیش بهم فشرده می‌گردند در حالیکه برآمدگی محور طاقدیس کماکان ادامه دارد.
1. در شمال، مجموعه ناودیسی فوق زمینهای قدیمی ظاهر می‌شوند که توده اصلی سلسله البرز در آن واقع شده است. در این طاقدیس عظیم است که گرانیت و گنیس‌های علم‌کوه و تخت سلیمان ظاهر می‌شوند. این طبقات خود از رسوبات پریمر[۴] با رخساره‌هایی از آبرفت‌های عمقی پوشیده شده‌اند.
2. بین این منطقه محوری و جلگه ساحلی دریای مازندران به چین‌های قُدامی برمی‌خوریم که در آنها معمولاً طبقات جدیدی ظاهر می‌شوند. کرتاسه به‌خصوص در شمال علم‌کوه در فرورفتگی‌های ناودسی کلاردشت قابل رویت است. به‌جانب مشرق، در قسمت بالای جلگه‌های آمل و بابل طبقات کرتاسه در محور طاقدیس‌ها، بین ناودیسها یعنی جاییکه زمینهای میوسن محفوظ مانده‌اند ظاهر می‌گردند.

### حفاظت
این منطقهٔ حفاظت‌شده طبق مصوبهٔ شمارهٔ ۷۶۵ در تاریخ ۹۹/۱۱/۰۶ در فهرست مناطق تحت حفاظت سازمان محیط زیست ایران قرار گرفت. پس از آن صید انواع ماهی در اطراف آن ممنوع اعلام شد.